# Трэйси, Сэмюэл Миллс
Сэ́мюэл Миллс Трэ́йси (англ. Samuel Mills Tracy, 1847—1920) — американский агроном и ботаник.

## Биография
Родился 30 апреля 1847 года в городе Хартфорд штата Вермонт. В 1863 году семья переехала в окрестности Блумингтона, с 1864 года Сэмюэл жил в Плэттвилле (Висконсин), записавшись в 41-й Висконсинский волонтёрский пехотный полк. После окончания гражданской войны занимался фермерским хозяйством, затем поступил в Мичиганский сельскохозяйственный колледж. В 1868 году окончил его со степенью бакалавра, в 1871 году — магистра.
С 1870-х годов Трэйси работал в редакции журнала Practical Farmer. В 1877 году он был назначен профессором ботаники Миссурийского университета, преподавал в этом звании в течение десяти лет. В 1881—1882 и 1883—1884 годах Трэйси был президентом Садоводческого общества штата Миссури.
В 1887 году Трэйси возглавил вновь основанную Миссисипскую экспериментальную станцию Министерства сельского хозяйства в Старквилле.
Наибольший интерес для Трэйси представляли злаки, однако в его коллекции имелись также многочисленные образцы других растений, а также грибов. В 1889 году он путешествовал по горам Ла-Плата в Колорадо, в 1902 году — в горах Дэйвис в Техасе.
С 1897 года Трэйси с семьёй жил под Билокси. Скончался 5 сентября 1920 года.

## Некоторые научные работы
- Tracy, S. M. Catalogue of the phanerogamous and vascular cryptogamous plants of Missouri. — Jefferson City, 1886. — 106 p.
- Tracy, S. M. A report upon the forage plants and forage resources of the Gulf States. — Washington, 1898. — 55 p.

## Роды, названные в честь С. Трэйси
- Tracya Syd. & P.Syd., 1901, nom. nov. ≡ Cornuella Setch., 1891, nom. illeg.
- Tracyanthus Small, 1903 = Stenanthium (A.Gray) Kunth, 1843, nom. cons.
- Tracylla (Sacc.) Tassi, 1904 ≡ Leptothyrium subg. Tracylla Sacc., 1895basionym